# Three Trapped Tigers
Three Trapped Tigers war eine britische Band aus London. Das 2007 gegründete Trio komponiert und spielt instrumentalen Progressive Rock mit Highspeed-Riffs and polyrhythmischer Percussion. Für ihr zweites Album Silent Earthling arbeitete die Band mit Brian Eno zusammen, wobei das Trio dessen Oblique Strategies genannte Kreativitätstechnik von 1975 einsetzte, bei dem ein Kartenset mit Anweisungen genutzt wird.
2024 spielten Tree Trapped Tigers ihre UK-Abschiedstour. Ihr Abschiedskonzert fand auf dem ArcTanGent Festival 2024 statt. 

## Diskografie

### Alben
- 2011: Route One or Die (Blood and Biscuits)
- 2016: Silent Earthling (Superball Music)

### EPs
- 2009: EP (Klee)
- 2009: EP2 (Blood and Biscuits)
- 2010: EP3 (Blood and Biscuits)

### Singles
- 2009: 7/1 (Too Pure)
- 2010: Noise Trade (Blood and Biscuits)
- 2011: Reset (Blood and Biscuits)
- 2011: Cramm (Blood and Biscuits)
- 2013: BeatCast Studio Sessions
- 2016: Engrams (Superball Music)

## Trivia
Der Bandname ist der englische Titel von Guillermo Cabrera Infantes Roman Tres tristes tigres (1967) in der Übersetzung von Donald Gardner und Suzanne Jill Levine.